# Guadeloupes fodboldforbund
Guadeloupean League of Football (fransk: Ligue Guadeloupéenne de Football) er det styrende organ for fodbold på Guadeloupe.